# Panaulix irenae
Panaulix irenae är en stekelart som beskrevs av Madl 1990. Panaulix irenae ingår i släktet Panaulix och familjen vedlarvsteklar. Inga underarter finns listade i Catalogue of Life.